# Tricholabus femoralis
Tricholabus femoralis är en stekelart som först beskrevs av Thomson 1894.  Tricholabus femoralis ingår i släktet Tricholabus och familjen brokparasitsteklar. Arten är reproducerande i Sverige. Inga underarter finns listade i Catalogue of Life.